# Anolis capito
Anolis capito is een hagedis uit de familie anolissen (Dactyloidae).

## Naam en indeling
De wetenschappelijke naam van de soort werd voor het eerst voorgesteld door Wilhelm Peters in 1863. Oorspronkelijk werd de wetenschappelijke naam Anolis (Draconura) capito gebruikt. Vroeger behoorde deze soort enige tijd tot het geslacht Norops maar dit is weer teruggedraaid. De wetenschappelijke soortaanduiding capito is Latijn voor "dikke kop" en slaat op de opvallend korte kop. De Engelse benaming is zelfs "mopshond-anolis" (pug-nosed anole).

## Uiterlijke kenmerken
De soort is makkelijk te herkennen aan de relatief zeer grote en ronde kop, die op de kop van een agame lijkt. de kop is sterk verkort waardoor de anolis makkelijk van andere soorten is te onderscheiden. De poten zijn relatief lang. Wel heeft Anolis capito een wat spitse snuit en grotere ogen. De staart, poten en tenen zijn vrij lang en dun die de grotere kop nog eens versterken. De kleur is vaak het tegenovergestelde dan die van veel andere soorten; meestal donkerbruin, met lichtbruine tot witte flankstrepen en vlekken op de rug en staart, maar er zijn ook voornamelijk lichte dieren met heel donkere en brede strepen of vlekken. Het kleurenpatroon imiteert de met mos begroeide boombast.
Het is een van de weinige soorten anolissen waarbij het vrouwtje groter wordt dan het mannetje. Mannetjes worden ongeveer 24 centimeter lang en vrouwtjes tot 29 cm inclusief staart, de staart beslaat ongeveer 60 tot 65 % van de totale lichaamslengte. De kleuren van de man zijn helderder dan die van een vrouwtje. De keelzak is relatief veel kleiner dan bij andere soorten. De keelzak heeft een geelgroene kleur, die van de vrouw is wit zoals de rest van keel en buik.

## Verspreiding en habitat
Anolis capito komt voor in Belize, Costa Rica, Honduras, zuidoostelijk Mexico, Nicaragua en Panama. Vermoedelijk komt de soort daarnaast ook voor in El Salvador. De habitat bestaat uit tropische en subtropische bossen.

## Levenswijze
De hagedis leeft op boomstammen op een hoogte van 0,5 tot 2 meter; op de bodem komt het dier maar zelden. Het voedsel bestaat uit geleedpotigen zoals spinnen, krekels en rupsen, ook kleinere hagedissen en slakken worden gegeten. De vrouwtjes zetten eieren af, de juvenielen meter ongeveer 2,5 centimeter exclusief staart. De dieren planten zich het gehele jaar voort.